# Allert Warners
Allert Warners (Amsterdam, 3 januari 1914 - aldaar, 18 juni 1980) was een Nederlandse architect afkomstig uit Amsterdam en zoon van architect F.A. Warners.

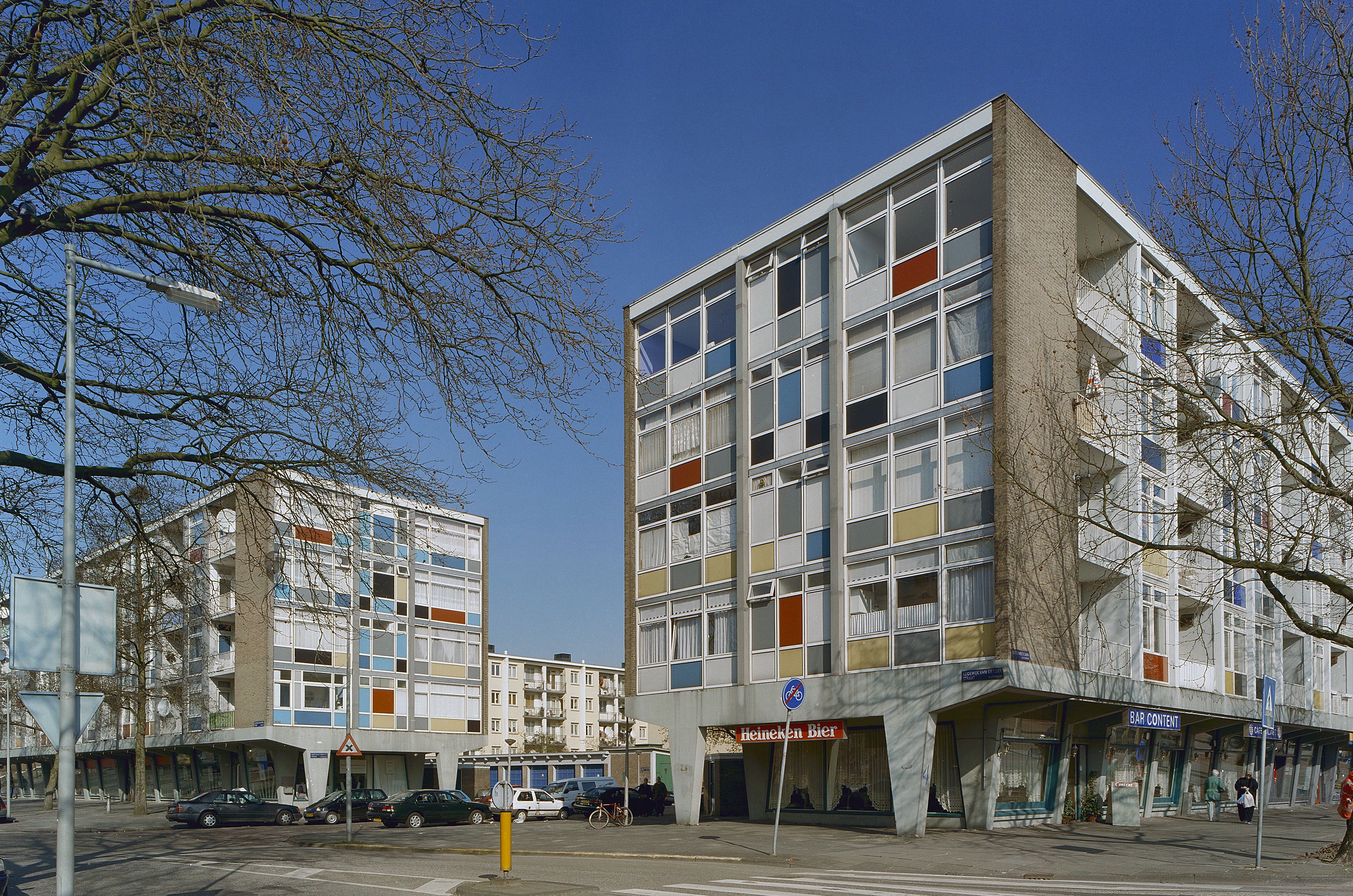
Een opvallend gebouw aan de Slotermeerlaan zijn de grote en de kleine 'Verfdoos'. Op deze foto uit 2002 nog met de kleuren van voor de renovatie van 2009.

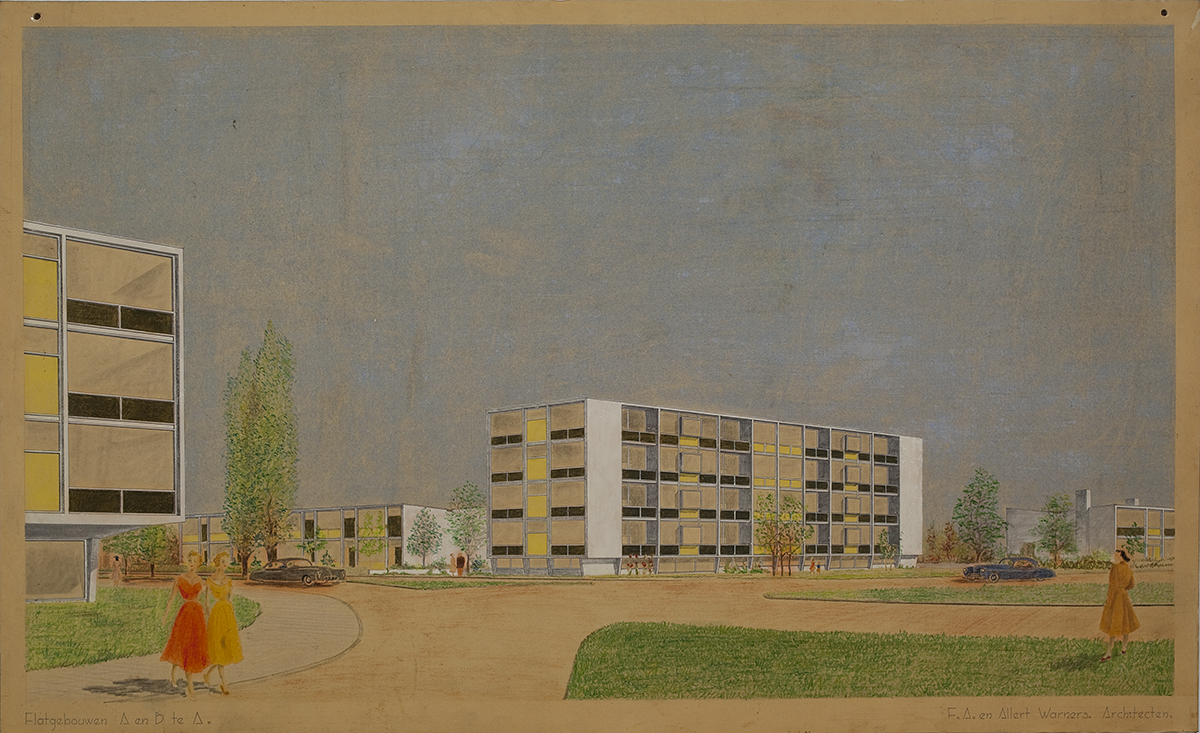
Ontwerptekening voor de grote en de kleine 'Verfdoos', twee woongebouwen in Slotermeer.

Na het behalen van zijn mts-diploma doorliep Warners van 1936 tot 1943 een Amsterdams hbo. Drie jaar later volgde hij een eenjarige opleiding aan de Academie in Stockholm. Tegelijk met de start van zijn hbo-opleiding trad hij als opzichter-tekenaar in dienst bij het bureau van zijn vader, dat hij na diens dood in 1952 overnam.
Een van Warners bekendste gebouwen is de grote en de kleine 'Verfdoos', twee woongebouwen in de Amsterdamse wijk Slotermeer (tuinstad). Na de opening in 1956 zijn de voor die tijd unieke doorzonwoningen door ongeveer tienduizend mensen uit binnen- en buitenland bekeken.

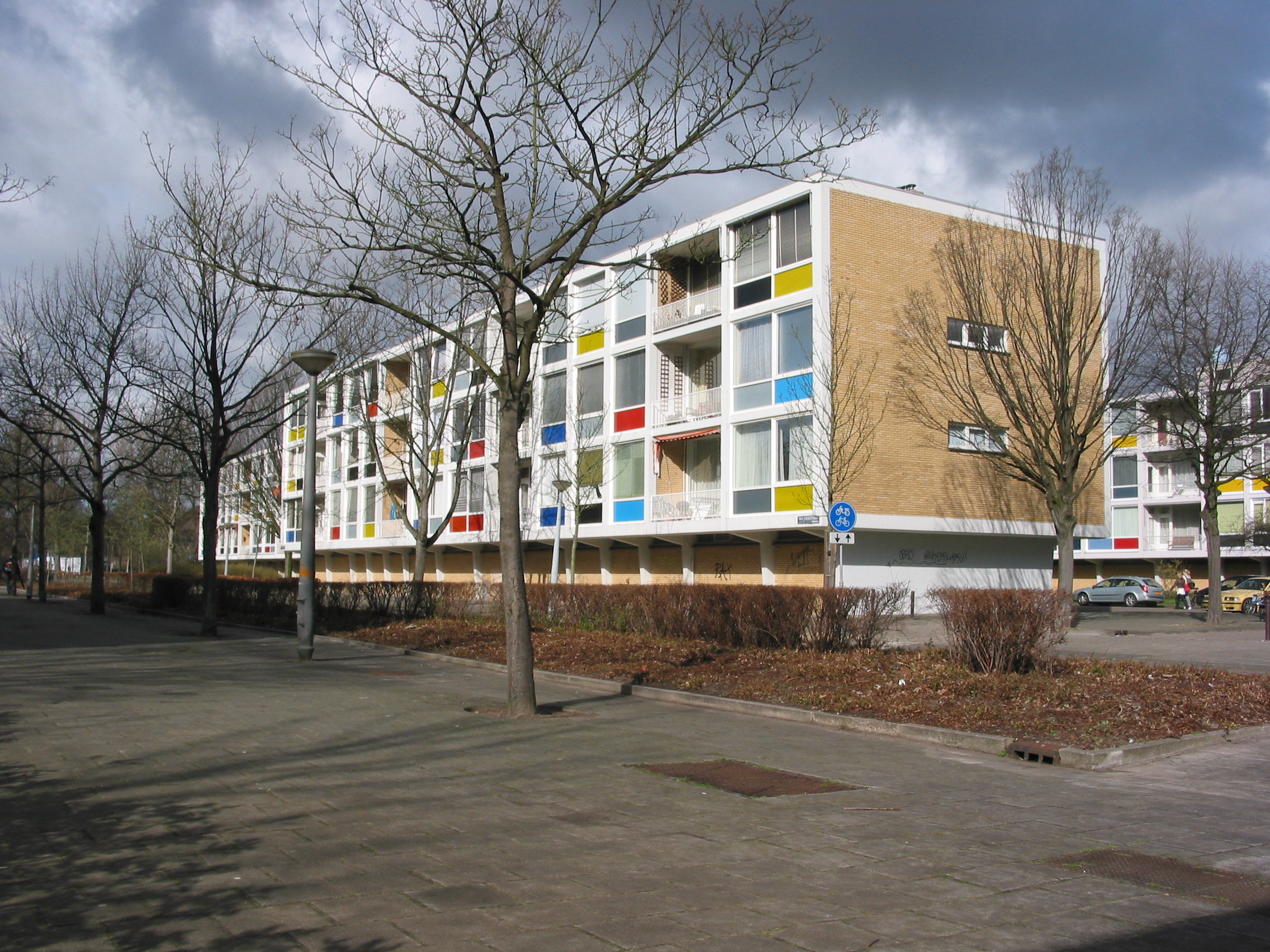
Een van de Warnersblokken aan de Fred. Roeskestraat in Amsterdam-Zuid.

Een jaar later verrezen vier vergelijkbare gebouwen in Amsterdam-Zuid, met op de begane grond garages in plaats van winkels. Deze, naar hem vernoemde Warnersblokken, zijn aangewezen als rijksmonument.